# Karneval der Kulturen

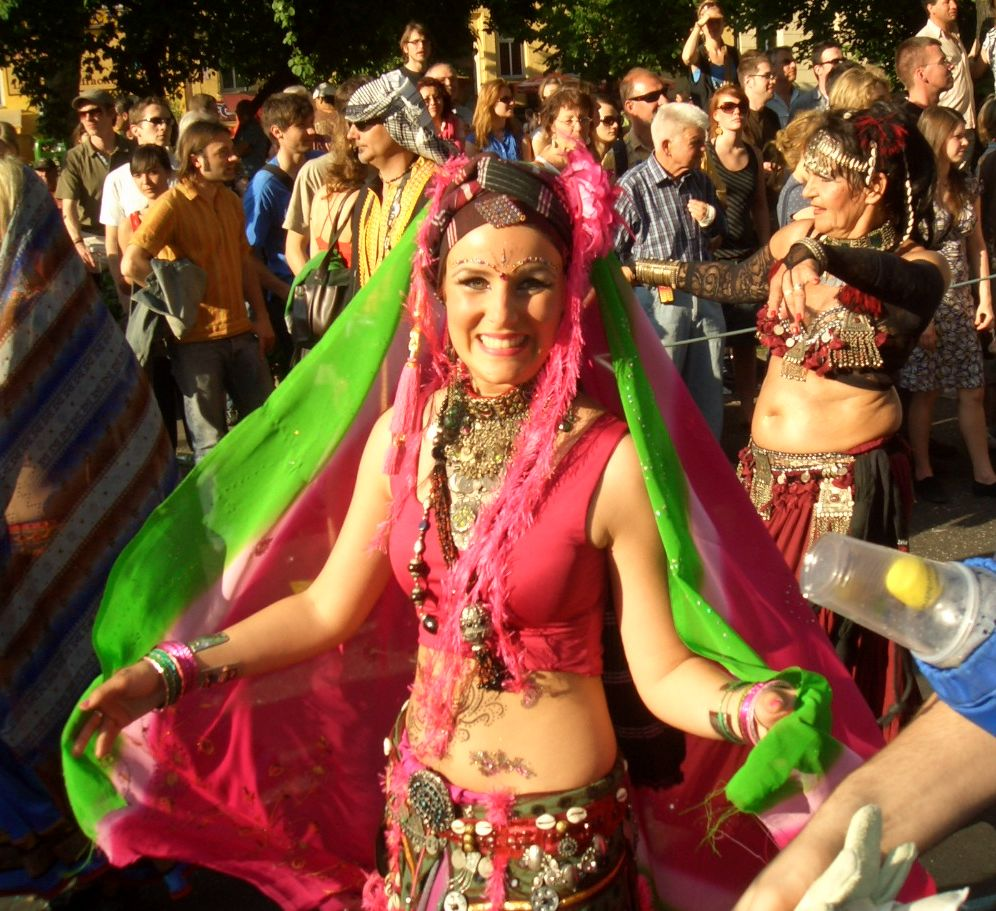
Karneval der Kulturen, 2008

Der Karneval der Kulturen ist ein interkulturelles Fest in Berlin, das seit 1996 alljährlich um das Pfingstwochenende herum im Stadtteil Kreuzberg gefeiert wird.
Die Veranstaltung besteht aus einem viertägigen Straßenfest und einem Umzug. Die Darbietungen der teilnehmenden Gruppen im Umzug und der Künstler der Musik- und Theaterveranstaltungen des Straßenfestes zeigen und bejahen den Wert der kulturellen Vielfalt und des Miteinanders der Stadt. Über 5000 aktive Teilnehmer des Umzugs und des Straßenfestes tragen das Fest.
Die Besucherzahlen für beide Teile der Veranstaltung haben sich seit Beginn der 2000er Jahre bei rund einer Million eingependelt. Damit zählt der Umzug zu den größten Straßenumzügen in Deutschland.

## Historie

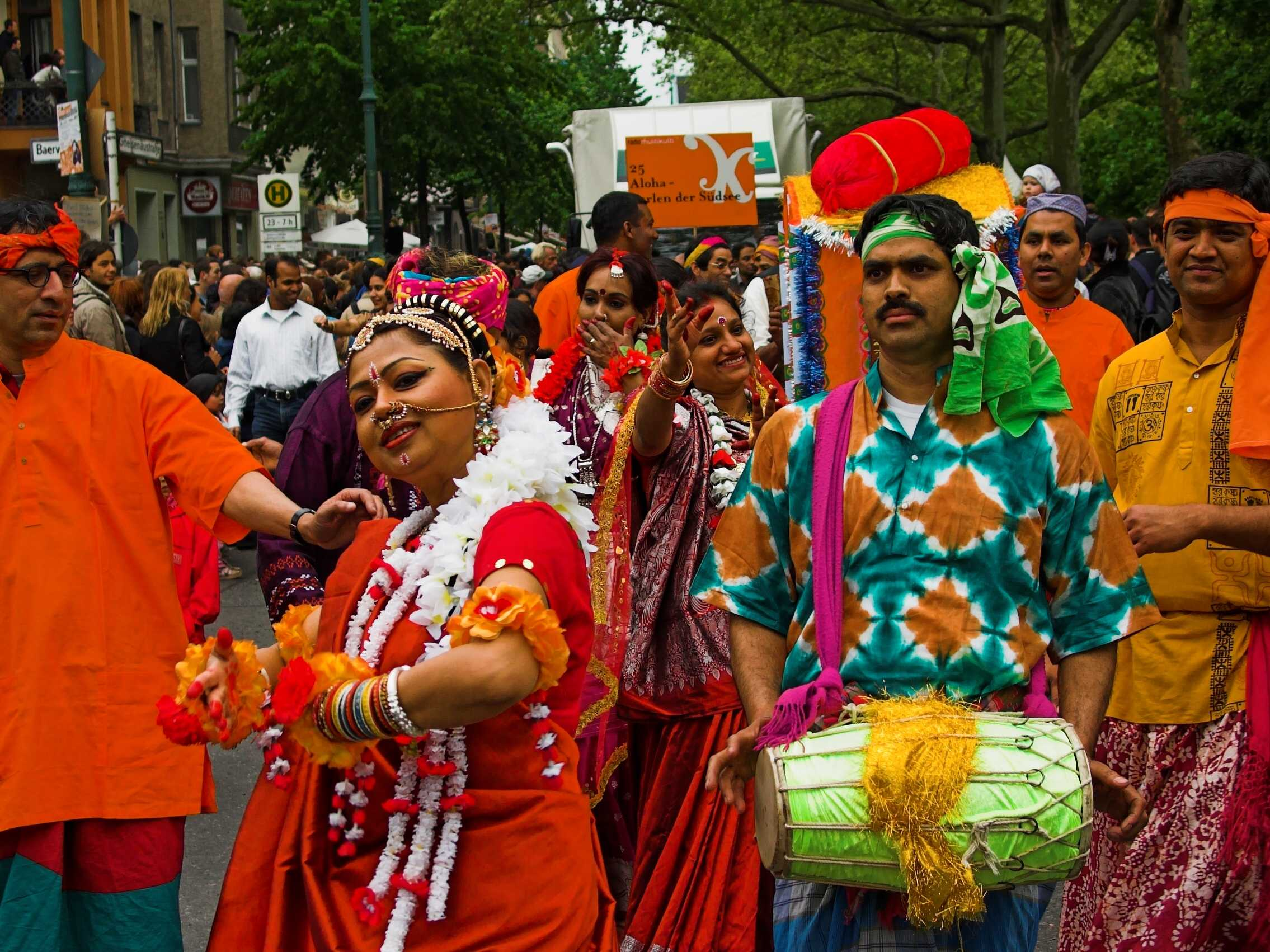
Teilnehmer der Umzugsgruppe „Bengalisches Kultur Forum“ auf dem Straßenumzug des Karneval der Kulturen 2005.

Im Oktober 1993 öffnete in Berlin-Neukölln die Werkstatt der Kulturen. Gefördert von der Ausländerbeauftragten des Berliner Senats boten die Betreiber ein Forum der Begegnung der etwa 500.000 Berliner Einwohner aus über 180 Nationen. Die regelmäßigen Treffen und künstlerischen Projekte führten bald zu der Idee einer mehrtägigen öffentlichen Veranstaltung.
Schon früher gab es Konzepte für einen Karneval in Berlin, die auch umgesetzt wurden, an bereits bestehende Karnevalstraditionen angelehnt waren, allerdings nach Ansicht der Initiatoren des Karnevals der Kulturen die Besonderheiten Berlins außer Acht ließen. Den ersten Karneval der Kulturen gab es schließlich am 15. und 16. Mai 1996 zu Himmelfahrt. Die Veranstaltung sollte sich einreihen in neuere europäische Traditionen wie den Notting Hill Carnival in London und den Rotterdamer Zomercarnaval.
In den Jahren 2020 bis 2022 wurde die Veranstaltung wegen der COVID-19-Pandemie abgesagt.

## Veranstalter
Von 1996 bis 2014 wurde der Karneval der Kulturen von der Werkstatt der Kulturen veranstaltet. Im Jahr 2015 lag die Veranstaltung in der Hand der landeseigenen Kulturprojekte Berlin GmbH. Dies war das Ergebnis einer Auseinandersetzung zwischen der Werkstatt der Kulturen und dem Berliner Senat.
Der Wechsel von der Kulturprojekte Berlin GmbH fand im Jahr darauf statt. Seit 2016 liegt die Veranstaltung bei der Piranha Arts AG.
Seit 2015 gibt es einen Gruppenfonds zur Unterstützung der teilnehmenden Umzugsgruppen sowie seit 2016 einen Beirat.

### Haus des Karnevals
Seit Piranha Arts die Trägerschaft für den Karneval der Kulturen übernommen hat, befindet sich das Organisationsbüro und das Mascamp (Kostümwerkstatt) unter einem Dach im Berliner Bezirk Marzahn, im sogenannten Haus des Karnevals. Die Flächen werden von der Berliner Gewerbesiedlungs-Gesellschaft mbH (GSG Berlin) teilweise unentgeltlich zur Verfügung gestellt.
Ganzjährig dient das Haus des Karnevals als Werkstatt und Lagerhalle und verfügt zudem über zwei Räume für Tanz- und Musikproben. Die Flächen stehen Akteuren des Karnevals kostenlos zur Verfügung. Zudem finden Tagungen, Arbeitsgruppen und Versammlungen im Haus des Karnevals statt; es ermöglicht Begegnungen und Austausch zwischen den Akteuren, Berlinern und Interessierten aus aller Welt.

### Konzept
Durch die Veranstaltung wird in Berlin einmal im Jahr vier Tage lang die kulturelle, künstlerische und soziale Vielfalt Berlins zelebriert. Der Karneval der Kulturen ist ein analog geführter Dialog und die reale Begegnung zwischen Menschen, deren Diversität auf allen und mehrfachen Ebenen bestehen kann – Sozialisation, Geschlecht, Herkunft, Nationalität, Kultur, Religion. Die reale Begegnung unterstützt die Möglichkeit eines integrativen Kulturverständnisses, welches die Vielfalt der Lebensstile und ästhetischen Vorstellungen mit den Mitteln der Kunst als Bereicherung urbaner Kultur erfahrbar und öffentlichen Diskussionen zugänglich machen will. Er ermöglicht interkulturellen Dialog und transkulturelle Innovation. Der Karneval der Kulturen setzt gesellschaftspolitische Impulse für ein friedliches und aneinander interessiertes Miteinander.
Im Unterschied zu vielen anderen Karnevals auf der Welt hebt der Karneval der Kulturen keine bestimmte Karnevalstradition hervor, sondern spiegelt die Diversität aller in Berlin lebenden Akteure wider.

## Programm

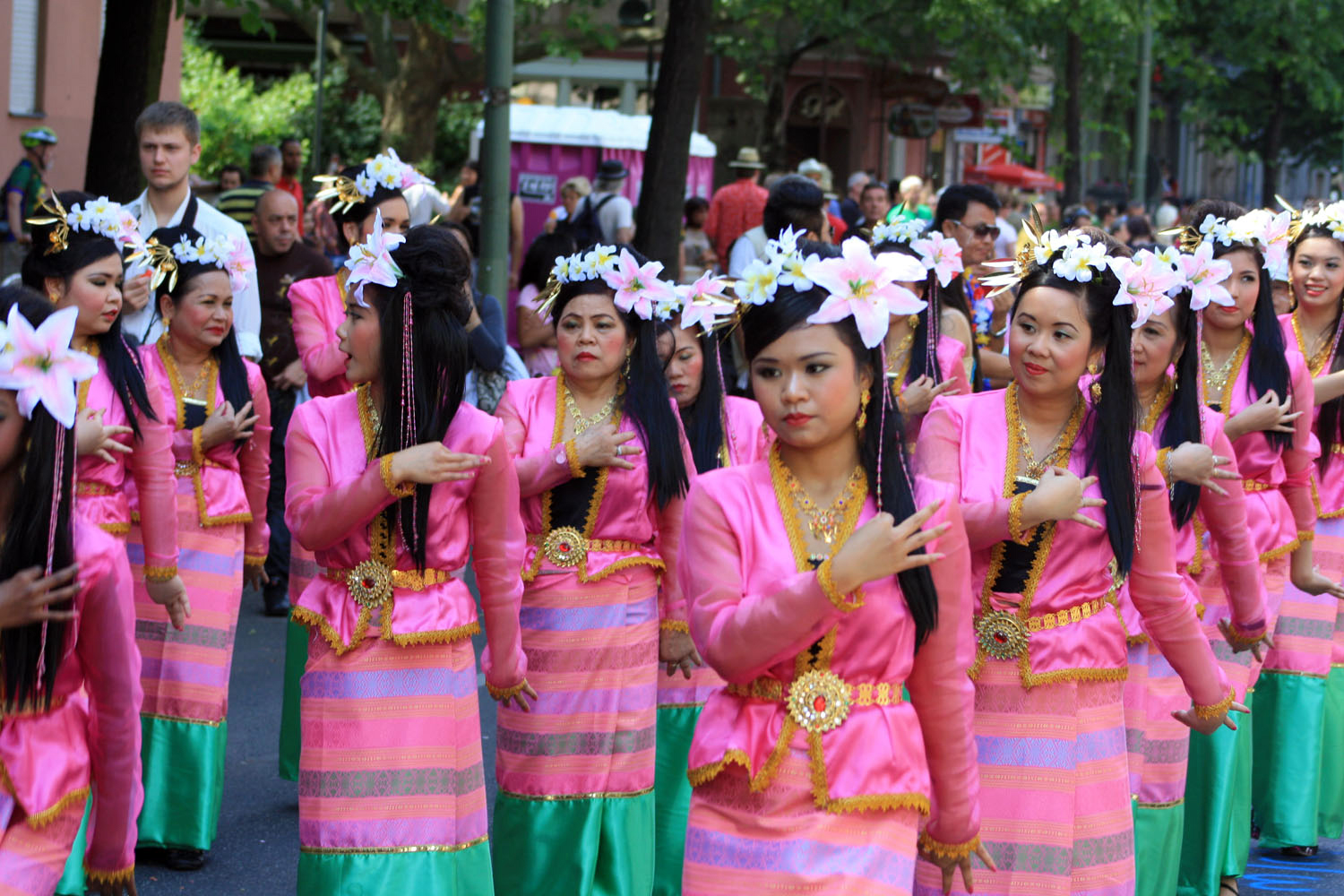
Mitglieder der Umzugsgruppe „Thai Smile“ während ihrer Teilnahme am Straßenumzug 2012

Der erste Karneval der Kulturen 1996 fand noch ohne Straßenfest statt. Am Umzug beteiligten sich 2200 Akteure, es kamen 50.000 Zuschauer. Bereits im darauffolgenden Jahr wurde der Umzug durch das Straßenfest ergänzt, um Bereiche kultureller Vielfalt zu präsentieren, die sich in einem Umzug nicht abbilden lassen. Im Laufe der Jahre wuchs der Karneval zu einem viertägigen Straßenfest mit zahlreichen musikalischen und choreographischen Darbietungen, 350 Gastronomie-, Kunsthandwerk- und Informationsstände heran.
Die Besucherzahlen stiegen von 50.000 im Jahr 1996 kontinuierlich an. 1997 waren es bereits über 300.000. Zu Pfingsten 2000 wurde die Millionengrenze überschritten. 2003 konnten über 1,5 Millionen Besucher gezählt werden. Zwischen 2005 und 2019 hat sich die Besucherzahl bei knapp einer Million Besucher stabilisiert.
Seit 1997 findet am Samstag der Kinderkarneval statt, dessen Umzug am Görlitzer Park endet und dort in ein Kinderfest übergeht. Veranstalter des Kinderkarneval sind die „Kreuzberger Musikalische Aktionen e. V.“ (KMA e. V.), diese sind organisatorisch unabhängig vom Karneval der Kulturen.
Beide Veranstaltungsteile – Straßenfest und Straßenumzug – liegen örtlich nah beieinander, sodass am Pfingstsonntag die Möglichkeit besteht, sowohl das Straßenfest als auch den Umzug zu besuchen. Der Eintritt ist frei.

### Teilnehmer
Sowohl bei den teilnehmenden Gruppen des Umzugs als auch den Künstlern und Musikern des Straßenfests handelt es sich nahezu ausschließlich um Berliner, wobei die Umzugsgruppen oftmals befreundete Gruppen aus anderen Bundesländern oder dem europäischen Ausland zum Mitmachen einladen. Diese Fokussierung auf Berliner Gruppen war das Ergebnis einer konzeptionellen Neuausrichtung mit dem Ziel der Profilschärfung der Veranstaltung. Denn ihre große kulturelle Heterogenität ist weltweit eine Besonderheit der Berliner Veranstaltung.

### Straßenumzug

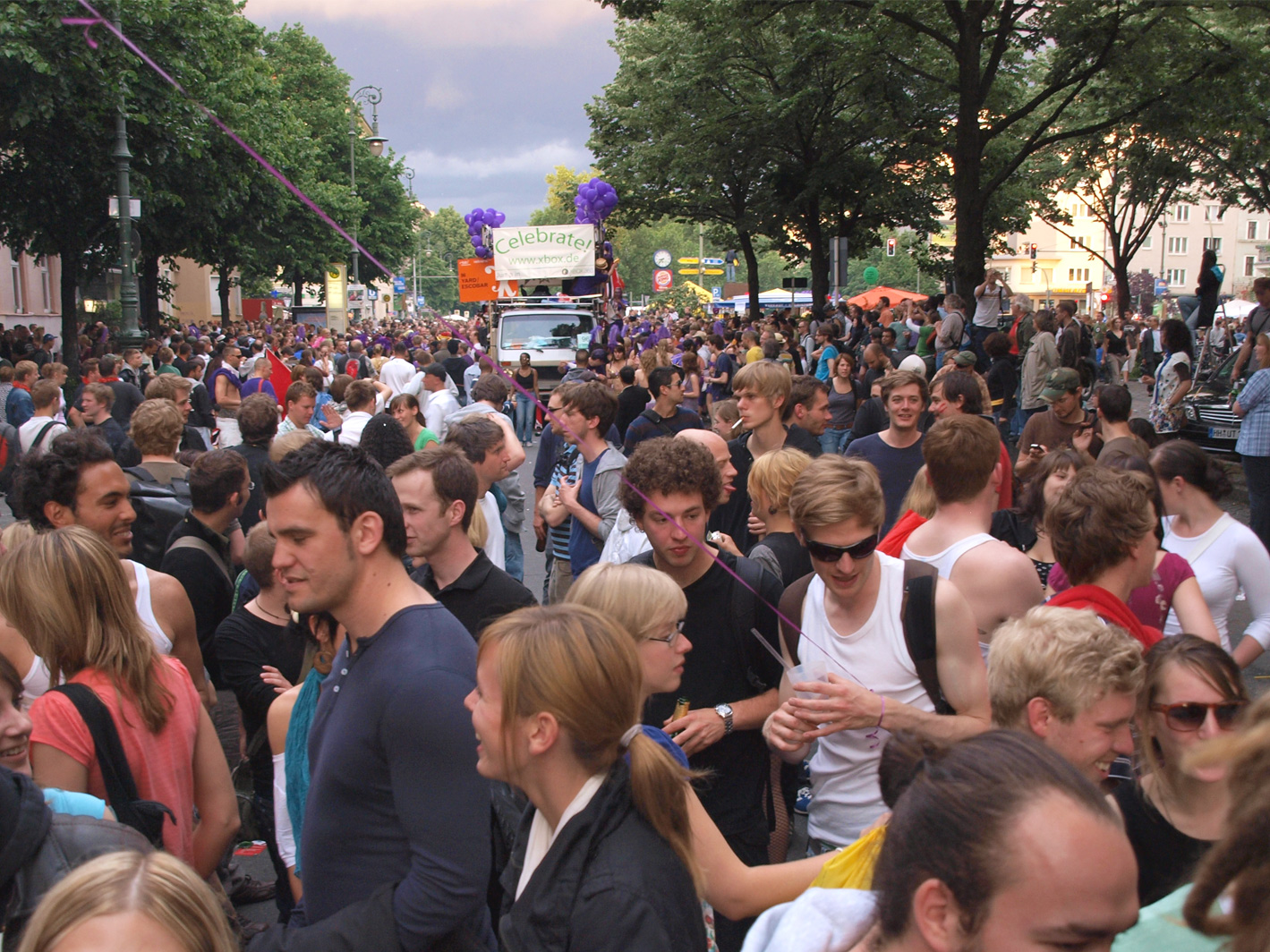
Feiernde Zuschauer während des Umzugs

Der am Pfingstsonntag stattfindende Straßenumzug bildet das Herz der Veranstaltung. An ihm beteiligen sich eine Vielzahl unterschiedlicher Akteure – Kulturvereine, Schulklassen, Musikgruppen und Tanzbegeisterte, Künstlerkollektive und andere. Alle Gruppen wählen ein eigenes, ihnen wichtiges Thema, mit dem sie sich intensiv auseinandersetzen und es – häufig in monatelanger Vorarbeit – künstlerisch umsetzen. Am Pfingstsonntag wird die Straße zur Bühne, wenn die Arbeit der vergangenen Wochen zur Aufführung auf der knapp 3,5 km langen Umzugsstrecke gebracht wird.
Den teilnehmenden Gruppen steht es frei, ob sie an einem Wettbewerb teilnehmen möchten, wobei nur wenige Gruppen sich dagegen entscheiden. Gruppen, die sich für die Teilnahme an der Würdigung anmelden, präsentieren vor einer Jury am Südstern eine einstudierte Performance von 90 Sekunden Dauer. Die Jury setzt sich jedes Jahr neu zusammen. Sie vergibt mit 1000 Euro dotierte Würdigungen in sieben Kategorien: „Gesamtformation“, „Thema und Umsetzung“, „Tanz und/oder Musik“, „Kostüme, Figuren, Requisiten“, „Wagenbau“, „Kinder und Jugendliche“ und „Nachhaltigkeit“.

### Das Straßenfest
Das Straßenfest ergänzt seit 1997 den Straßenumzug. Es fand erstmals 1997 an drei Tagen des Pfingstwochenendes am Anhalter Bahnhof statt.
Im Jahr 1998 zog es auf die noch heute genutzte Fläche an den Blücherplatz und wurde auf vier Tage ausgedehnt. Zunächst wurde nur auf der Zossener Straße und der Grünfläche des Blücherplatzes veranstaltet. Von 1999 bis 2004 waren die Veranstaltungstage und die genutzte Fläche wie heute, bis 2005 das Waterlooufer noch ergänzend zur Fläche hinzukam.
Das Straßenfest bietet durch seine Angebote kultureller, informativer und vor allem kulinarischer Art die Möglichkeit, an der Vielfalt der Berliner Kultur teilzuhaben. Es fördert damit ein friedliches und aneinander interessiertes Miteinander der Berliner. Ca. 350 liebevoll gestaltete Stände prägen das Bild des Straßenfests.
Auf drei Bühnen (bis 2017: vier) treten jedes Jahr insgesamt ca. 100 Bands auf. Die Veranstaltung bietet dabei sowohl Newcomern als auch bereits etablierten Musikern eine Bühne. Der Schwerpunkt der musikalischen Darbietungen liegt auf „Weltmusik“.
Das Programm der Bühnen „Black Atlantica“, „East2West“ und „Latinauta“ wird durch mehrere als „Music Corner“ bezeichnete Orte ergänzt, an denen unplugged musiziert oder getanzt wird.
Weiterhin gibt es mit dem „Rasen in Aktion“ und der „Shanti Town“ zwei Offstage-Programmbereiche. Der „Rasen in Aktion“ bietet Angebote für Kinder und Familien. Interaktive Theateraufführungen, Mitmach-Zirkus und div. Workshops. „Shanti Town“ ist in ihrer Ausrichtung und Gestaltung besonders stark vom Gedanken des nachhaltigen Handelns geprägt. So informieren NGOs und Unternehmen, die sich sozial engagieren und auch das gastronomische und kommerzielle Angebot der Händler spiegelt diese Grundhaltung.

## Nachhaltigkeit
Die Produktion der Veranstaltung erfolgt so nachhaltig wie möglich, in der Vorbereitung und Durchführung sollen Umwelt und natürliche Ressourcen, soziale Nachhaltigkeit sowie die ökonomische Basis so wenig wie möglich belastet werden.
Die Veranstalter stehen in Kontakt mit Umweltverbänden wie der Grünen Liga oder der Deutschen Umwelthilfe, um an Evaluierungen teilzunehmen sowie diese durch Teilnahme an Interviews, Workshops und Umfragen dabei zu unterstützen, Handlungsempfehlungen für Veranstaltungen zu erarbeiten.
Konkrete Maßnahmen sind seit den Anfängen des Karneval der Kulturen z. B. der Verzicht auf Einweggeschirr. Händler sind verpflichtet, Mehrweg- oder Palmblattgeschirr zu nutzen. Ökoklos kommen zum Einsatz, für die Nutzung des ÖPNVs wird geworben, Fahrradparkplätze werden eingerichtet.
Insbesondere der Bereich „Shanti Town“ auf dem Straßenfest ermöglicht Firmen und Initiativen mit einem Tätigkeitsschwerpunkt im Bereich der Nachhaltigkeit, sich zu präsentieren. Besucher finden in „Shanti Town“ gezielt Informationen und Produkte vom biozertifizierten Kaffee bis hin zum Fahrrad-Stromerzeuger. Für Druckerzeugnisse wird 100 % Recyclingpapier verwendet.
Der Verzicht auf Verbrennungsmotoren von Fahrzeugen auf dem Umzug wird seit 2018 in besonderem Maß vorangetrieben.

## Medienpartner

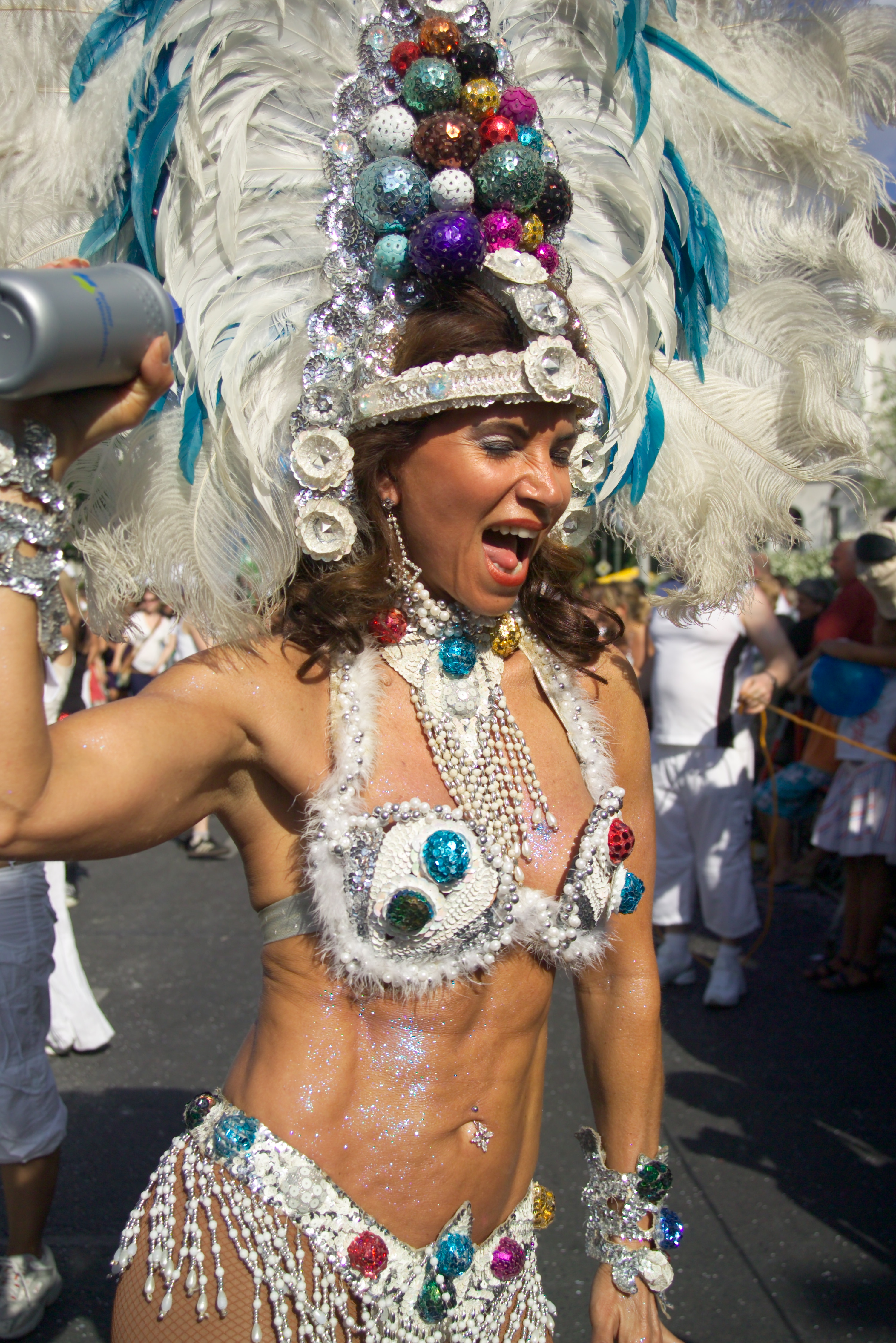
Teilnehmerin auf dem Straßenumzug 2008

Medienpartner der Veranstaltung waren bisher die öffentlich-rechtlichen Anstalten Rundfunk Berlin Brandenburg sowie das Bürgerfernsehen Alex.
Bilder und Filme des Karneval der Kulturen finden medial nicht nur bundesweit, sondern international Verbreitung und zeigen Berlin als junge, fröhliche und weltoffene Metropole.

## Sicherheit
Die Verantwortlichen des Karnevals legten erstmalig im Jahr 2011 Sicherheitskonzepte vor. Im Jahr 2019 waren die wesentlichen Maßnahmen des Sicherheitskonzeptes des Karneval der Kulturen dem sog. Crowdmangement verpflichtet. Dazu gehörten Kameras (um die Befüllung der Flächen zu beobachten), Absperrmöglichkeiten (der ansonsten nicht eingezäunten Veranstaltung), um Überfüllungen zu verhindern und sog. Flucht- und Rettungsflächen (falls Teilflächen geräumt werden müssen).

## Ökonomie
Die Veranstaltung wird teils durch öffentliche Gelder, teilweise durch eigene Einnahmen und Sponsoren finanziert. Letztere sind seit 2015 als „Berliner Partner des Karnevals“ konzeptionell ausschließlich Unternehmen der öffentlichen Daseinsvorsorge. Im Jahr 2019 waren das die Gewerbesiedlungs-Gesellschaft, die Berliner Wasserbetriebe, die Berliner Sparkasse und die Johanniter.
Bevor im Jahr 2010 die Veranstaltung im Haushaltsplan des Landes Berlin verankert wurde, erhielt sie Teilfinanzierungen aus unterschiedlichen Förderinstrumenten und Fonds wie dem Hauptstadtkulturfonds, der Lottostiftung Berlin oder den Milleniumsfonds.
Laut einer Studie der Investitionsbank Berlin (IBB) aus dem Jahr 2011 beträgt das durch den Karneval der Kulturen erwirtschaftete zusätzliche Bruttoinlandsprodukt für den Zeitraum von fünf Jahren 53,2 Millionen Euro. „Jeder [in den Karneval der Kulturen] investierte Euro bringt das Fünffache an Einnahmen“ heißt es in der Studie. Neben Gastronomie und Hotellerie kommt die Veranstaltung auch dem Einzelhandel, anderen Kultureinrichtungen und Dienstleistern zugute. Außerdem schafft bzw. erhält der Karneval der Kulturen 220 Arbeitsplätze in Berlin. Auch das Image der Hauptstadt profitiert von dem Straßenumzug.

## Politik
Die Gründung des Karneval der Kulturen erfolgte aus der Werkstatt der Kulturen heraus, die ihrerseits auf eine Initiative zu Beginn der 1980er Jahre durch die damalige Ausländerbeauftragte des Berliner Senats, Barbara John sowie des Regierenden Bürgermeisters, Richard von Weizsäcker, zurückgingen.
Da die Werkstatt der Kulturen eine durch die Senatsverwaltung für Soziales und Integration (mit div. Ressortzuschnitten über die Jahre) geförderte Einrichtung war, gehörte auch der Karneval der Kulturen in dieses Ressort. Dies änderte sich durch das Landeshaushaltsgesetz 2018/19, der einen Wechsel in die Senatsverwaltung für Kultur und Europa vorsah.
Die Unterstützung einer für das Land bedeutenden Veranstaltung drückt sich u. a. in der Festschreibung der Förderung durch Landesmittel im Haushaltsplan aus.
Viele Jahre lang waren darüber hinaus die Regierenden Bürgermeister, Klaus Wowereit sowie Michael Müller (beide SPD) Schirmherren der Veranstaltung.

## Andere Städte
In anderen deutschen Städten gibt es vergleichbare, teilweise kooperierte Veranstaltungen. Seit 1997 z. B. findet der Bielefelder Carnival der Kulturen, der u. a. vom Shademakers Carnival Club und dem Welthaus getragen wird, statt. Der zwei- bis dreistündige Umzug endet in der Regel im Ravensberger Park mit einem mehrstündigen Musik- und Performance-Programm.
Frankfurt am Main veranstaltete  die Parade der Kulturen. In Saarbrücken fand 2006 das erste Mal Culturio statt. 2007 fand auch in Köln zum ersten Mal ein Karneval der Kulturen statt.
In Kiel wurde 2019 eine Initiative für einen Interkulturellen Karneval gestartet, der sich an Teilnehmer aus ganz Nord-Deutschland und dem benachbarten Dänemark richtete. Ab 2021 wurde diese Veranstaltung als „interkulturelle Parade“ in Verbindung mit der Kieler Woche durchgeführt, auch als Teil der bundesweiten interkulturellen Woche. Die Initiatoren waren ADDACK (African Descent in DIASPORA für ART and CULTURE kollectively) sowie Integratives Kindercafé Kiel e. V. Zahlreiche weitere Organisationen unterstützten den Aufruf. Ab 2022 wird dies auch vom Kieler-Woche-Büro selbst mit koordiniert, als nun „Festival der Vielfalt (für eine bunte Stadtgesellschaft)“